# Potštát
Potštát (németül Bodenstadt; település Csehországban, Přerovi járásban.  Lakosainak száma 1244 fő (2024. január 1.).(2016. január)

## Fekvése
Potštát Radíkov, Jindřichov, Libavá, Luboměř, Olšovec, Partutovice és Hranice településekkel határos.

## Népesség
A település lakosságának változását az alábbi diagram mutatja:
| Lakosok száma | 3594 | 3498 | 2905 | 1389 | 1526 | 1239 | 1203 | 1179 | 1170 | 1244 |
|               | 1869 | 1890 | 1921 | 1950 | 1980 | 2001 | 2017 | 2019 | 2022 | 2024 |

## Híres személyek
- Itt született Rott Nándor püspök.